# Челяднин, Андрей Фёдорович
Андрей Фёдорович Челяднин (ум. 1503) — боярин и конюший, воевода в правление Ивана III Васильевича, русский полководец.
Второй сын боярина и воеводы Фёдора Михайловича Челяднина.

## Биография
В 1493 году — воевода в Можайске, затем был наместником в Великом Новгороде, где служил до 1500 года. В 1495 году получил чин боярин, а в 1496 году — звание конюшего, что явилось первым случаем, указывающим на возвышение этого звания в иерархии придворных чинов.
В 1496 году А. Ф. Челяднин возглавлял Русскую армию в войне со Швецией (1495—1497). Во главе большого полка участвовал в походе на Шведское королевство. Тогда русские разбили отряд шведов в семь тысяч человек и вернулись в Новгород с добычей и пленниками, избежав столкновения с крупными шведскими силами.
Столь же успешными были военные действия А. Ф. Челяднина и в Литовском княжестве, когда он руководил в 1500 году, по существу, всей компанией, так как главные воеводы — племянники великого князя, удельные князья, братья Федор Борисович Волоцкий и Иван Борисович Рузский, воеводами были лишь номинально. Новгородский наместник Андрей Фёдорович Челяднин единолично назначал отдельных воевод и держал при себе великокняжеское знамя. Объединённые под его командой новгородские и великолуцкие полки наголову разбили литовцев у реки Ловати, взяли Торопец и разорили многие волости под Витебском и Полоцком.
В 1503 году боярин Андрей Фёдорович Челяднин скончался, оставив после себя двух сыновей и одну дочь.

## Брак и дети
Имя жены неизвестно. Дети:
- Иван Андреевич Челяднин, боярин, конюший и воевода
- Василий Андреевич Челяднин, боярин и воевода
- Мария Андреевна Челяднина, жена боярина и воеводы князя Семёна Даниловича Холмского